# Bessie Awards
Pour les articles homonymes, voir Bessie (homonymie).
Les Bessie Awards, ou New York Dance and Performance Awards, nommés en hommage à Bessie Schönberg (1906-1997), sont une récompense annuelle new-yorkaise attribuée depuis 1984 à des chorégraphes novateurs de danse contemporaine qui se sont produits sur une scène de la ville au cours de l'année.

## Histoire
Créés en 1983, ils récompensent les chorégraphies, les danseurs, les performances, les compositions musicales, les mises en scène, et d'autres champs de la création des arts de la scène liés à la danse. Ils sont attribués par un jury de personnalités new-yorkaise de la danse (enseignants, journalistes, critiques, producteurs) et sont remis chaque année par le Danspace Project au Joyce Theater de Chelsea ou à l'Apollo Theater dans Harlem.
En 2009, à la suite de tensions au sein de l'organisation et du comité, les Bessie Awards ont été suspendus sine die, avant d'être à nouveau décernés, après deux saisons d'interruption, en octobre 2012.

## Quelques lauréats
À ce jour plus de 400 Bessie Awards ont été décernés ; les plus primés et les plus notoires sont :
- Alvin Ailey American Dance Theater (2008)
- Germaine Acogny (2007)
- Pina Bausch (1984)
- Jérôme Bel (2005)
- Trisha Brown (1984, 1986)
- Julie Bour et Claudia De Smet (1997)
- Lucinda Childs (2001)
- Marta Coronado (2002)
- Merce Cunningham (1986, 1993)
- Laura Dean/Steve Reich (1986)
- Anne Teresa De Keersmaeker (1987, 1999)
- Thierry De Mey (1988)
- William Forsythe (1988, 1999, 2004, 2007)
- Simone Forti (1995)
- Emanuel Gat (2007)
- Lucy Guerin (1996)
- Bill T. Jones (1986, 1989, 2001, 2007)
- Benoît Lachambre (2006)
- Louise Lecavalier (1985)
- Édouard Lock (1986)
- Maguy Marin (2008)
- Dominique Mercy (2002)
- Meredith Monk (1985, 2005)
- Mark Morris (1984, 1990, 2007)
- Ohad Naharin (2002, 2004)
- Steve Paxton (1987)
- Stephen Petronio (1986)
- Angelin Preljocaj (1997)
- Yvonne Rainer (2000)
- Meg Stuart (2008)
- Robert Swinston (2003)
- Paul Taylor (2012)
- Saburo Teshigawara (2007)
- Doug Varone (1998, 2007)
- Wim Vandekeybus (1988, 1990)
- Bob Wilson (1987)